# 潘傑瓦伊槍擊案
潘傑瓦伊槍擊案（又称：坎大哈大屠杀）是指2012年3月11日发生于阿富汗坎大哈省潘傑瓦伊的屠殺事件，共造成阿富汗平民16名死亡、5名受傷，包括婦女和兒童。其中有11名死者来自同一个家庭，部分尸体被焚尸。駐扎當地美軍基地的陸軍上士羅伯特·貝爾斯（Robert Bales，1973年生于俄亥俄州）被指控是兇手，他在事后被拘留并承认罪行。2013年8月23日，罗伯特·贝尔斯被美国军事法院判处终身监禁且不得假释。
駐阿富汗國際維和部隊为此次事件中所造成的遇难平民向阿富汗社会致歉，阿富汗当局谴责这一行为是“蓄意谋杀”。阿富汗国民议会通过了一项决议，要求在阿富汗举行公开审判，但当时的美国国防部长莱昂·帕内塔称，这名士兵将被送回国并受到统一军法典审判。羅伯特·貝爾斯于2013年6月5日对其指控的16项谋杀罪名表示认罪，以换取控方取消对他的死刑诉求。在认罪时，他说他并不知道他为什么会犯下这些谋杀罪。
美国当局的最后定论是，潘杰瓦伊枪击案完全是由罗伯特·贝尔斯一人所犯下。2012年3月15日，由阿富汗国民议会的几名成员组成的阿富汗议会调查小组推测指出，多达20名美国士兵参与了这次屠杀，但该小组后来表示，他们其实也无法证实有多名士兵参与屠杀的说法。

## 背景

#### 对阿富汗南部的“增兵”

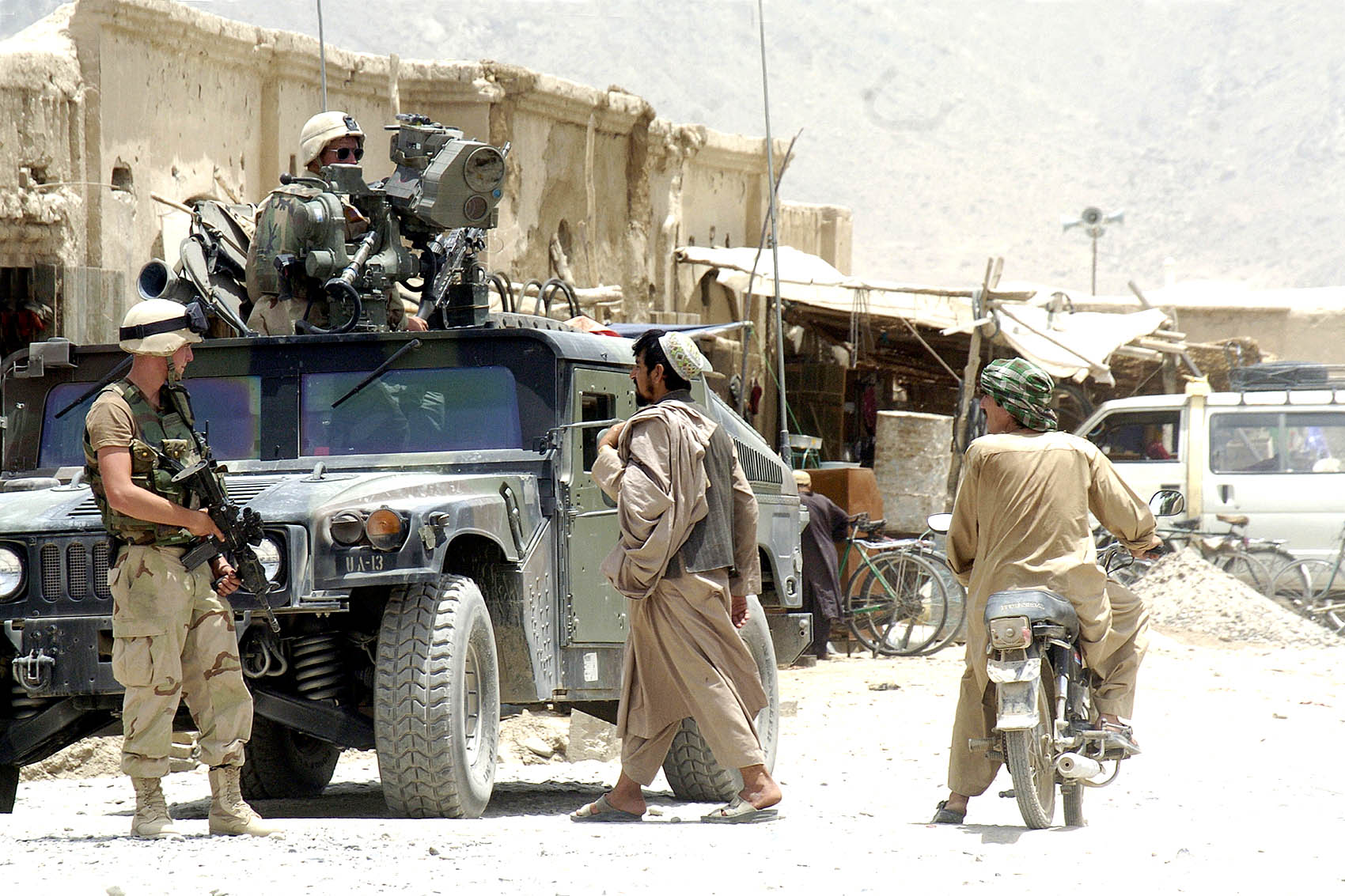
2004年，美军士兵在坎大哈省附近的潘杰瓦伊地区街道上巡逻

潘杰瓦伊县是塔利班运动的发源地，且历来也是塔利班的大本营。由于美军与塔利班在这个地区时长发生激烈冲突，潘杰瓦伊地区也是美国在2010年增兵应对的重点地区，美国空军对此地区的空袭打击增加了2倍，更是在夜间也不断对该地区的村庄或建筑进行空袭打击 ，空袭造成了大量当地叛乱分子伤亡。 同时，美国特种部队在阿富汗全境的行动也增加了六倍以上。
潘杰瓦伊县以及邻近的扎里县、阿尔甘达布县、坎大哈县在阿富汗都属于常年发生激战的地区。平民与美军之间的冲突因美军大规模摧毁村庄、逮捕村民、不守纪士兵杀害无辜村民以及简易爆炸装置造成大量伤亡而进一步加剧。2011年，一个因美国增兵和军事打击活动加剧而流离失所的家庭重返潘杰瓦伊县，由于他们受到美国政府、军队和阿富汗政府的鼓励，他们选择在不会被塔利班袭击的美国军事基地附近定居，因为他们认为那里是一个比较安全的居住地。
在潘杰瓦伊枪击案事件发生前的三个星期，阿富汗和美国的关系就因巴格拉姆空军基地焚烧古兰经事件而变得紧张。在枪击案发生的几个月前，美国海军陆战队员还被拍到在死去的塔利班战士身上撒尿的视频。

#### 对刘易斯-麦科德联合基地的指控
潘杰瓦伊枪击案枪手罗伯特·贝尔斯来自路易斯–麥克喬德聯合基地。该基地的主要医疗设施马迪根陆军医疗中心因将患有PTSD心理疾病的士兵诊断为较轻状态而受到调查。该基地周围的军事支助团体称，基地指挥官在派遣返国士兵的下一次部署之前，没有给予他们足够的恢复时间，而且该基地还存在医疗人员不足的情况，而返国士兵的人数又较多，这些士兵又皆在战场上或多或少的有身体和心理上的创伤。
有许多的战争暴行和罪行都与该基地的士兵有联系。2010年，梅万德谋杀案就涉及JBLM的士兵，而在美国盐湖城一名刚刚因“擅离职守”而从该基地退伍的士兵则枪杀了一名警察。 2011年4月，一名JBLM士兵杀死了他的妻子和5岁的儿子，然后开枪自尽。 2012年1月，一名JBLM士兵则谋杀了一名雷尼尔山国家公园的护林员。 在另外两起独立案件中，涉及的JBLM士兵被控对他们的孩子使用水刑。
路易斯–麥克喬德聯合基地附近一个退伍军人资源中心的执行主任豪尔赫·冈萨雷斯说，潘杰瓦伊枪击案是证明基地功能失序的重要证据，他在一份声明中称：“这不是一个不守纪士兵的问题，这是基地领导层严重领导失误的问题，JBLM完全就是一个流氓基地。” 基地官员对此声明作出回应，称其士兵犯下的罪行是完全孤立的事件，“并不能代表基地所有服役人员的工作态度和奉献精神”。美国退休陆军少将、陆军战争学院前校长罗伯特·H·斯卡尔斯认为，枪击事件的主要原因是过去十年间在伊拉克、阿富汗和其他地方过渡投入步兵人员在近距离战斗中。

#### 3月8日路边炸弹事件
3月8日，位于贝兰拜营地东约500米的摩库亚村的村民表示，一枚路边炸弹在他们附近爆炸，摧毁了一辆装甲车，并造成几名美国士兵受伤。 他们说，美军士兵随后让许多男性村民站在墙边，威胁说“至少要处决20名当地村民，以为此次事件受伤的战友报仇”，并威胁补充“你和你们的孩子将为此付出代价”。一位摩库亚村村民对美联社表示，“当时他们看起来就像真的要开枪打我们，我感到非常害怕。” 五角大楼的美国官员宣称，村民根本就“没有证据”能证明男性村民靠墙站成一排并受到威胁的说法。美国官员拒绝证实或否认3月8日美国士兵在村庄外遇袭受伤。
罗伯特·贝尔斯的律师约翰·亨利·布朗后来说，贝尔斯当时听到路边炸弹这个消息很是气愤，因为他的一名战友在3月9日的一次爆炸中失去了一条腿。 但目前还不清楚布朗所说的爆炸是否与村民们描述的爆炸是不是一件事。

## 事件经过

#### 屠杀
根据官方报道，贝尔斯于当地时间凌晨3点戴着夜视镜离开了贝兰拜营地。 贝尔斯外出时不仅身穿陆军作战服还额外穿着当地的传统服饰。
据了解情况的政府官员说，屠杀是分两个阶段进行的，贝尔斯在这两个阶段之间还曾返回过营地。一名阿富汗警卫报告称，贝尔斯在凌晨1:30曾返回过营地，而另一名警卫报告称，贝尔斯在凌晨2:30分离开了营地。 据信，贝尔斯首先是去了贝兰拜营地以北约0.8公里的阿尔科扎伊村，随后则去向营地以南2.4公里的巴兰迪村。 而在屠杀事件中，阿尔科扎伊村有4人死亡，6人受伤，巴兰迪村则有12人死亡。营地的美国哨兵听到了阿尔科扎伊村方向的枪声并向村庄方向观望，但哨兵并没有采取任何实质性的行动。 截至3月22日，美国当局确认有16人死亡，包括9名儿童、4名男子和3名妇女。 3月22日，死亡数字则被修正为17人， 但随后又改为16人。据初步报道，另有5人受伤，而最终受伤人数则是6人。
其中有一个家庭的四名成员在阿尔科扎伊村被杀。 据一名腿部中弹的16岁男孩称，贝尔斯在开枪之前还叫醒了在睡梦中的家人。 另一名目击者称，她看到这名男子把一名女子拖出家门，并多次将她的头往墙上撞。
而在巴兰迪村的第一个受害者则是Mohamed Dawood。据Dawood的哥哥称，贝尔斯直接朝Dawood的头部开了一枪，但在Dawood的妻子朝贝尔斯疯狂喊叫后，贝尔斯放过了她的妻子和六个孩子。
Abdul Samad的11名家人在巴兰迪村的家里被贝尔斯屠杀殆尽，这其中包括他的妻子、4个2-6岁的女孩、4个8-12岁的男孩和另外两个亲戚。 据一名目击者称“他拽住男孩们的头发，并拿枪朝他们的嘴里开枪”， 这造成至少有三名儿童被射中头部死亡， 随后他们的尸体随被纵火焚烧。而另一名55岁的平民Mohammad Dawoud则在村里的另一所房子里被杀。 目击者称，贝尔斯的武器上装备有探照灯。
由于贝尔斯在屠杀中对受害者的尸体进行了焚尸，这在伊斯兰教法里被认为是一种亵渎行为。. 一位目击者称，一户11口之家的所有成员皆是头部中弹，随后尸体还被锐器扎刺，然后行凶者将所有尸体聚集在一间屋子里并点燃火焚尸。 在一名受害者家里的地板上发现了一大堆灰烬，还发现一具部分被烧焦的儿童尸体。 《纽约时报》的一名记者检查了被送往附近美国军事基地的儿童尸体，记者报告称一些儿童的腿部和头部均有烧伤。

#### 自首和认罪
在对阿尔科扎伊村和巴兰迪村的屠杀后，贝尔斯向驻阿富汗国际维和部队自首。 阿富汗军队发现他在屠杀发生之前就已经从前哨营地离开，美军营地的指挥官在发现有士兵失踪后理解集合部队并进行了人数统计。营地方面派出了一支巡逻队寻找失踪的士兵，但是在他屠杀后返回基地之前，这支巡逻队并没有找到他。据营地报告，贝尔斯在被拘留时也没有任何异常表现，而在发生枪击事件时，该地区也没有任何军事行动。
据报道，从该美军营地提供的监控录像显示：”贝尔斯披着传统的阿富汗围巾向营地走来，随后，他脱下围巾并把武器放在地上，然后举起双手投降。” 但该视频尚未向公众公开。
美方调查人员怀疑贝尔斯可能在午夜前就离开了基地，随后在阿尔科扎伊村犯下谋杀，然后在凌晨1点30分左右返回基地，在凌晨2时30分又离开了基地，并在巴兰迪村犯下谋杀，但在第二次出发后就引起了营地的警戒，导致营地出动巡逻队寻找失踪的贝尔斯。
据美国国防官员称，贝尔斯一回到营地就说:“是我干的”，然后还告诉营地的人们他做了什么。 后来，他聘请了一名律师，并拒绝与调查人员做进一步交谈。 2012年3月14日，美国将贝尔斯从阿富汗空中押运到科威特， 随后于3月16日移送到堪萨斯州萊文沃思堡的纪律兵营。 一名五角大楼发言人表示，此举是出于“根据法律考虑”。

#### 行凶者人数
据美国当局称，此次屠杀是完全由上士罗伯特·贝尔斯一人犯下。美国军方向阿富汗当局展示了该营地的监控录像片段，以证明行凶者只有一人。
据路透社报道，遇难者的一些邻居和亲属看到一群美国士兵在凌晨2点左右到达他们的村庄，并进入房屋扫射。“他们就像全喝醉了一样，到处杀人，”邻居Agha Lala说道。 据《纽约时报》报道，一名幸存者和五名村民皆描述看到了一群士兵，而其他一些阿富汗村民称只看到了一名枪手。 一些当地官员表示此次屠杀是有组织有计划的，他们声称如果没有帮助，一名士兵完全不可能实施这样的行动。
2012年3月15日，由阿富汗国民议会几名成员组成的阿富汗议会调查小组宣称，多达20名美国士兵参与了这起屠杀，在屠杀中还有两架直升机支援。  调查小组在现场呆了两天，采访幸存者并收集证据。调查小组成员之一的Hamizai Lali说:“我们仔细检查了事故现场，并与失去亲人的家庭、受伤的人们和部落长老交谈……这些村庄距离美军基地1.5公里之远。我们相信一个士兵不可能在一个小时内在两个村庄杀死这么多人。”Hamizai Lali要求阿富汗政府、联合国和国际社会确保凶手在阿富汗受到惩罚。阿富汗总统哈米德·卡尔扎伊在访问受到屠杀影响的村庄中时指着其中一个村民说:“在他的家里，4个房间里的人都被杀光了，这个家庭里的儿童和妇女皆被杀害，然后他们的尸体被堆积在一个房间里焚尸，这样规模的杀戮是一个人办不到的。” 然而，该调查小组后来表示，他们也无法确认是否有多名士兵参与了屠杀。

#### 对受害者家属的赔偿
2012年3月25日，美国在坎大哈省省长办公室向受害者家属发放了相当于86万美元的资金，每个遇难者将会获得5万美元，而每个伤者将会获得1万美元，但向受害者家属支付这笔资金的官员说，这笔钱并不是赔偿金，而是美国政府提供给受害者及其家人的人道援助。坎大哈省议会的一名成员称，这些款项是一种人道援助，但不是那种所谓要求“遇难者赦免罪行”的法律赔偿。

## 罗伯特·贝尔斯
美国陆军认为，驻扎在贝兰拜军营的38岁陆军上士罗伯特·贝尔斯是唯一应对枪击事件负责的人。 据国防部长莱昂·帕内塔称，贝尔斯在被捕后立即承认了屠杀行为，并“告诉了别人到底发生了什么”。随后他聘请了一位律师，并拒绝与调查人员谈论他的动机和行为。

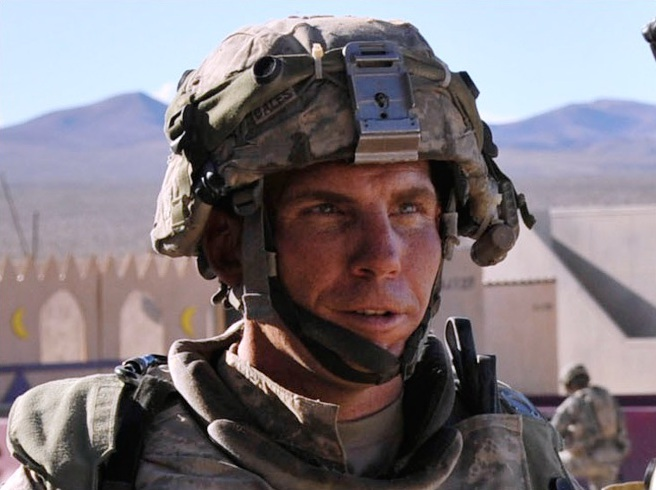
罗伯特·贝尔斯，摄于2012年3月

据官员称，贝尔斯其自身可能有婚姻问题， 在枪击事件的调查中，美方调查了一封可能是激怒贝尔斯的关于婚姻问题的电子邮件。 他的妻子在她的博客上描述了对贝尔斯因为没有被晋升为上士（E-7）而感到失望 ，贝尔斯的家庭同事也陷入了财务困境，枪击事件发生的前三天，贝尔斯的妻子把他们的房子挂牌出售，因为他们得抵押拖欠的贷款。
2012年3月23日，美国政府指控贝尔斯犯有17项谋杀罪、6项谋杀未遂罪和6项袭击罪。 2012年3月24日，美国调查人员称，他们认为贝尔斯将巴兰迪村和阿尔科扎伊村分开屠杀，在第一次屠杀后贝尔斯就返回了贝兰拜营地，在一小时后则又再次从营地中出来。 在这次事件中，美国其他军事人员并没有因事件而受到纪律处分。
2013年8月22日，贝尔斯在军事法庭认罪，他为自己的屠杀行为忏悔，并将大屠杀描述为“其自己懦弱的行为”，贝尔斯的认罪最后使他免于死刑。 2013年8月23日，贝尔斯被法院判处终身监禁且不得假释。 他被降职为军队最低军衔列兵(E-1)，并被开除军籍，军队也收到命令没收他所有的工资和津贴。 监督军事法庭的指挥官称可以选择将刑期减为无期徒刑并有可能得到假释。 阿富汗村民和受害者家属对美方这一判决感到极度不满，称他罪该万死。
2015年，贝尔斯在狱中接受了记者布伦丹 · 沃恩几个月的采访，贝尔斯深入回忆描述了屠杀当晚自己一步一步的行动，以及他为什么要做出那些行为。2015年10月21日，布伦丹 · 沃恩将采访整理成文章并在《 GQ 》杂志上对公众发表。

## 反应

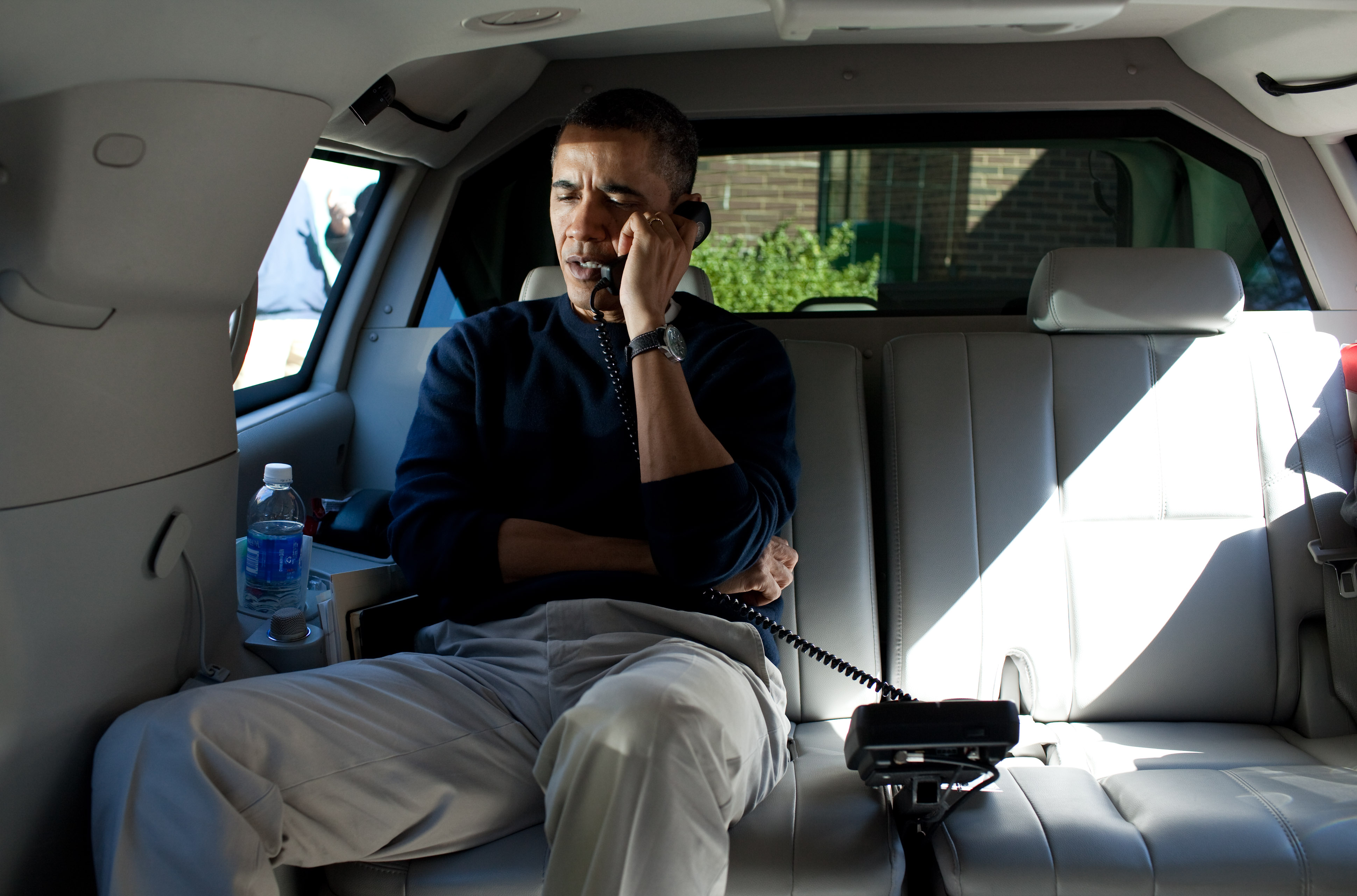
屠杀事件发生后，美国总统奥巴马与阿富汗总统卡尔扎伊正通过电话了解情况。

#### 遇难者家属和阿富汗社会
一名在事件中失去四名家庭成员的妇女说：“我们不知道为什么这个外国士兵会来杀害我们无辜的家庭成员。他不是喝醉了就是单纯喜欢杀害平民。” 60岁的农民Abdul Samad失去了11名家庭成员，其中8人是儿童，他说：“我们的政府让我们重回村子，然后再纵容美国人杀了我们。” 一位怀里抱着一个死去的婴儿悲伤母亲说：“他们杀了一个孩子，这个孩子是塔利班吗?”相信我，我还没见过一个只有两岁的塔利班成员。”
“我不想要任何补偿！我不要钱，也不要房子，我也不想去麦加朝圣，你知道我想要什么吗？我现在非常想要这些犯下罪行的美国人得到应有的报应，这是我唯一的要求！唯一的要求！唯一的要求！”一位兄弟被杀的村民愤怒地说到。
300多名潘杰瓦伊当地居民聚集在美军营地周围抗议屠杀行为。 一些人带来在村庄里被焚尸后而烧过的毯子以代表死者。 在一间房子里，一位老妇人尖叫道:“愿上帝杀了卡尔扎伊的独子，让他体会体会我们现在此时此刻的感受。”3月13日，数百名大学生在阿富汗东部城市贾拉拉巴德抗议， 学生高呼“美国去死，奥巴马去死”，并焚烧美国总统的肖像和基督教十字架。 3月15日，大约2000人参加了南部扎布尔省的另一次抗议活动。

#### 阿富汗当局
阿富汗总统哈米德·卡尔扎伊称这一事件为“蓄意谋杀”，并称“这是一次对无辜平民的有针对性屠杀，是不可原谅的。” 他说，美国现在必须从阿富汗农村地区撤军，并让阿富汗国民军维持当地秩序并减少美军造成的平民伤亡。卡尔扎伊在3月16日表示，美国方面对此次屠杀事件的调查工作完全没有做到应有的配合。 他补充到：“北约部队造成的平民伤亡问题已经持续太久了……是该解决这个问题的时候了。”阿富汗内政部发言人以“最强烈的措辞”谴责了这一行为。
阿富汗当地的政客希望贝尔斯在阿富汗接受本地法庭的审判。阿富汗国民议会坚持要求在阿富汗公开审判美国士兵并称：“我们要求在阿富汗人民面前公开审判并严惩这个美国罪犯。” 国民议会还谴责屠杀是“极其残忍且不人道的”，并宣称“人们对外国军队的无知和滥暴行为正在失去耐心”。 一名来自坎大哈的国会议员Abdul Rahim Ayobi说：“枪击事件向我们传达了一个信息，那就是美国士兵已经失去了他们指挥官的控制。” 来自昆都士的一名议员Kamal Safai说：“尽管这是个人行为，但公众的反应情绪将会全部责怪美国到头上，而不是这个士兵。”

#### 美国及其北约
美国和驻阿富汗国际维和部队皆对此屠杀事件道歉并承诺进行全面调查。国防部长莱昂·帕内塔表示，这名士兵“将被绳之以法并追究责任，我们会对他考虑死刑”。 美国总统奥巴马称这一事件是“令人心碎的悲剧”，但他指出，他对美军在阿富汗取得的成就“总体上感到满意和自豪”， 并表示这一事件的发生并不代表美国军队的“素质”以及美国对阿富汗人民的尊重。 3月13日，奥巴马称：“美国将严肃对待此事，就像对待我们自己的公民和孩子被谋杀一样。我们对无辜生命的丧失感到痛心。杀害无辜平民是残暴且不可接受的。” 在回答记者是否可以把这次屠杀比作1968年美莱村大屠杀里美国军队对南越平民残忍杀戮时，奥巴马回答说:“并没有可比性，这次屠杀完全由一个士兵实施的。”
驻阿富汗国际维和部队指挥官约翰·艾伦将军也发表了道歉声明，同时北约驻阿富汗部队副指挥官阿德里安·布拉德肖也表示道歉:“我希望表达我深切的遗憾和失望……我无法解释这种无情行为背后的动机，但这绝不是驻阿富汗国际维和部队授权的军事行动。” 政府承诺将进行“迅速彻底”的调查。 美国官员表示，屠杀事件并不会影响他们在该地区的战略部署。

#### 塔利班
塔利班在其网站上发表声明称，“变态的美国野蛮人犯下了血腥和不人道的罪行。” 该激进组织向遇难者家属承诺，将为“每一位烈士”复仇。塔利班还指责阿富汗安全官员参与了这次袭击。在发生致命暴行之后，塔利班取消了和平谈判。 3月13日，塔利班对访问屠杀现场的阿富汗政府代表团发动攻击，造成一名政府士兵死亡以及三名士兵被炸伤。